# Ани Дифранко
Ани Дифранко (на английски: Ani DiFranco) е американска певица, китаристка, поетеса и автор на песни.

## Биография
Ани Дифранко е родена в Бъфало на 23 септември 1970 година и е дъщеря на Елизабет и Данте Америко Дифранко. Майка ѝ е от Монреал, а баща ѝ има италиански корени. През 1989 година създава своя собствена звукозаписна компания – Righteous Records. През 1994 година името е променено на Righteous Babe Records.

## Дискография

### Студийни албуми
- 1990 – Ani DiFranco
- 1991 – Not So Soft
- 1992 – Imperfectly
- 1993 – Puddle Dive
- 1994 – Out of Range
- 1995 – Not a Pretty Girl
- 1996 – Dilate
- 1998 – Little Plastic Castle
- 1999 – Up Up Up Up Up Up
- 1999 – To the Teeth
- 2001 – Revelling/Reckoning
- 2003 – Evolve
- 2004 – Educated Guess
- 2005 – Knuckle Down
- 2006 – Reprieve
- 2008 – Red Letter Year
- 2012 – ¿Which Side Are You On?